# VV Set-Up'65
Le  Volleybalvereniging Set-Up'65 est un club de volley-ball néerlandais fondé en 1965 et basé à Ootmarsum qui évolue pour la saison 2017-2018 en Eredivisie dames. 

## Palmarès
- Championnat des Pays-Bas
  - Finaliste : 2016.
- Coupe des Pays-Bas
  - Finaliste : 2016.

## Effectifs

### Saison 2020-2021
| No                                     | Nom                                   | Date de naissance                     | Taille                         | Poids                          | Poste                          |
| -------------------------------------- | ------------------------------------- | ------------------------------------- | ------------------------------ | ------------------------------ | ------------------------------ |
| 1                                      | Jorinda Kremer                        | 24 février 1994                       | 164                            |                                | Libero                         |
| 2                                      | Benthe Olde Rikkert                   | 11 novembre 1997                      | 177                            | 63                             | Réceptionneuse-attaquante      |
| 3                                      | Jorieke Bodde                         | 5 mai 1996                            | 183                            |                                | Attaquante                     |
| 4                                      | Joanne Brilhuis                       | 8 janvier 2004                        | 186                            | 66                             | Réceptionneuse-attaquante      |
| 5                                      | Manon van ’t Rood                     | 15 mars 1991                          | 170                            |                                | Passeuse                       |
| 6                                      | Elyne Nijhuis                         | 1er janvier 2003                      | 191                            |                                | Centrale                       |
| 7                                      | Daphne Broekhuis                      | 29 avril 2001                         | 175                            |                                | Passeuse                       |
| 8                                      | Froukje Hoenderboom                   | 17 février 2000                       | 178                            |                                | Réceptionneuse-attaquante      |
| 9                                      | Marlies Eertman                       | 1er janvier 1996                      | 182                            |                                | Centrale                       |
| 10                                     | Alinde Dekker                         | 7 septembre 2001                      | 181                            |                                | Attaquante                     |
| 11                                     | Frederieke Zwiers                     | 1er janvier 2000                      | 170                            |                                | Libero                         |
| 12                                     | Martine Stevelink                     | 24 mai 1993                           | 183                            |                                | Centrale                       |
| 13                                     | Pien Vos                              | 1er janvier 2001                      | 177                            |                                | Réceptionneuse-attaquante      |
|                                        |                                       |                                       |                                |                                |                                |
| Encadrement technique                  | Encadrement technique                 |                                       | Légende                        | Légende                        | Légende                        |
| Entraîneur : Brahim Abchir             | Entraîneur : Brahim Abchir            | Entraîneur : Brahim Abchir            | : Capitaine                    | : Capitaine                    | : Capitaine                    |
| Entraîneur(s) adjoint(s) : Danir Colo  | Entraîneur(s) adjoint(s) : Danir Colo | Entraîneur(s) adjoint(s) : Danir Colo | : Joueuse blessée actuellement | : Joueuse blessée actuellement | : Joueuse blessée actuellement |
| Manager général : Hennie Oude Vrielink |                                       |                                       |                                |                                |                                |